# 생성 집합
범주론에서 생성 집합(生成集合, 영어: generating set, separating set)은 그 원소들의 쌍대곱의 몫 대상으로 모든 대상을 나타낼 수 있는, 범주 속의 대상 집합이다.

## 정의
범주 {\displaystyle {\mathcal {C}}} 속의 대상들의 집합 {\displaystyle {\mathfrak {G}}}가 다음 조건을 만족시킨다면, {\displaystyle {\mathcal {C}}}의 생성 집합이라고 한다.:Definition 7.14
- 임의의 두 사상 {\displaystyle f,g\colon X\to Y}에 대하여, 만약 {\displaystyle f\neq g}라면, {\displaystyle f\circ h\neq g\circ h}가 되는 대상 {\displaystyle G\in {\mathfrak {G}}} 및 사상 {\displaystyle h\colon G\to X}가 존재한다.
{\displaystyle G{\overset {\exists h}{\to }}X{\underset {g}{\overset {f}{\rightrightarrows }}}Y}

만약 {\displaystyle {\mathcal {C}}}가 국소적으로 작은 범주라면, 이는 다음 조건과 동치이다.
- 다음과 같은 함자는 충실한 함자이다.
{\displaystyle \prod _{G\in {\mathfrak {G}}}\hom _{\mathcal {C}}(G,-)\colon {\mathcal {C}}\to \operatorname {Set} }
{\displaystyle \prod _{G\in {\mathfrak {G}}}\hom _{\mathcal {C}}(G,-)\colon X\mapsto \prod _{G\in {\mathfrak {G}}}\hom(G,X)}
{\displaystyle \prod _{G\in {\mathfrak {G}}}\hom _{\mathcal {C}}(G,-)\colon (X{\overset {f}{\to }}Y)\mapsto \left((h_{G}\colon G\to X)_{G\in {\mathfrak {G}}}\mapsto (f\circ h_{G}\colon G\to Y)_{G\in {\mathfrak {G}}}\right)}

만약 {\displaystyle {\mathcal {C}}}가 국소적으로 작은 범주이자 모든 집합 크기의 쌍대곱을 가진다면, 이는 다음 조건과 동치이다.
- 모든 대상 {\displaystyle X\in {\mathcal {G}}}에 대하여, 다음과 같은 사상이 전사 사상이다.
{\displaystyle \pi =\coprod _{G\in {\mathfrak {G}},h\in \hom _{\mathcal {C}}(G,X)}h}
{\displaystyle \pi \colon \coprod _{G\in {\mathfrak {G}},h\in \hom(G,X)}G\to X}

다시 말해, 모든 대상은 생성 집합에 속하는 대상들의 쌍대곱의 몫 대상과 동형이다.
만약 생성 집합 {\displaystyle {\mathfrak {G}}=\{G\}}가 한원소 집합이라면, {\displaystyle G}를 {\displaystyle {\mathcal {C}}}의 생성 대상(영어: generating object, generator)이라고 한다.
위 개념을 모두 쌍대화하여 쌍대 생성 집합(영어: cogenerating set, coseparating set)과 쌍대 생성 대상(영어: cogenerating object, cogenerator, coseparator)을 정의할 수 있다. 범주 {\displaystyle {\mathcal {C}}} 속의 대상들의 집합 {\displaystyle {\mathfrak {G}}}가 다음 조건을 만족시킨다면, {\displaystyle {\mathcal {C}}}의 쌍대 생성 집합이라고 한다.:Definition 7.16
- 임의의 두 사상 {\displaystyle f,g\colon X\to Y}에 대하여, 만약 {\displaystyle f\neq g}라면, {\displaystyle h\circ f\neq h\circ g}가 되는 대상 {\displaystyle G\in {\mathfrak {G}}} 및 사상 {\displaystyle h\colon Y\to G}가 존재한다.
{\displaystyle X{\underset {g}{\overset {f}{\rightrightarrows }}}Y{\overset {\exists h}{\to }}G}

만약 {\displaystyle {\mathcal {C}}}가 국소적으로 작은 범주라면, 이는 다음 조건과 동치이다.
- 다음과 같은 함자는 충실한 함자이다.
{\displaystyle \prod _{G\in {\mathfrak {G}}}\hom _{\mathcal {C}}(-,G)\colon {\mathcal {C}}^{\operatorname {op} }\to \operatorname {Set} }
{\displaystyle \prod _{G\in {\mathfrak {G}}}\hom _{\mathcal {C}}(-,G)\colon X\mapsto \prod _{G\in {\mathfrak {G}}}\hom _{\mathcal {C}}(X,G)}
{\displaystyle \prod _{G\in {\mathfrak {G}}}\hom _{\mathcal {C}}(-,G)\colon (X{\overset {f}{\to }}Y)\mapsto \left((h_{G}\colon Y\to G)_{G\in {\mathfrak {G}}}\mapsto (h_{G}\circ f\colon X\to G)_{G\in {\mathfrak {G}}}\right)}

만약 {\displaystyle {\mathcal {C}}}가 국소적으로 작은 범주이자 모든 집합 크기의 곱을 가진다면, 이는 다음 조건과 동치이다.
- 모든 대상 {\displaystyle X\in {\mathcal {G}}}에 대하여, 다음과 같은 사상이 단사 사상이다.
{\displaystyle \pi =\prod _{G\in {\mathfrak {G}},h\in \hom _{\mathcal {C}}(X,{\mathfrak {G}})}h}
{\displaystyle \pi \colon X\to \prod _{G\in {\mathfrak {G}},h\in \hom(X,G)}G}

다시 말해, 모든 대상은 쌍대 생성 집합에 속하는 대상들의 곱의 부분 대상과 동형이다.

### 대수 구조의 경우
대수 구조 다양체의 범주 {\displaystyle {\mathcal {V}}}는 항상 완비 범주이자 쌍대 완비 범주이다. 집합의 범주로 가는 망각 함자 및 그 오른쪽 수반 함자인 자유 대상 함자
{\displaystyle \operatorname {Forget} \colon {\mathcal {V}}\rightleftarrows \operatorname {Set} \colon \operatorname {Free} }
를 생각하자. 이 경우, 한원소 집합 위의 자유 대상 {\displaystyle \operatorname {Free} (\{\bullet \})}은 항상 {\displaystyle {\mathcal {V}}}의 생성 대상을 이룬다. 한원소 집합 위의 자유 대상의 쌍대곱은 더 큰 집합 위의 자유 대상이다. 즉, 모든 집합 {\displaystyle S}에 대하여 다음이 성립한다.
{\displaystyle \coprod _{s\in S}\operatorname {Free} (\{s\})\cong \operatorname {Free} (S)}
따라서, {\displaystyle \operatorname {Free} (\{\bullet \})}이 생성 대상이라는 것은 {\displaystyle {\mathcal {V}}}에 속하는 모든 대수는 자유 대수의 몫대수로 나타낼 수 있음을 뜻한다.
대수 {\displaystyle A}를 이와 같이 자유 대수의 몫대수로 나타내는 것을 {\displaystyle A}의 표시(영어: presentation)라고 한다. 이는 일반적으로 다음과 같이 표기한다.
{\displaystyle A\cong \langle S|(t_{1}=t_{2})_{(t_{1},t_{2})\in \sim }\rangle }
여기서
- {\displaystyle S}는 집합이다.
- {\displaystyle \sim }은 전사 사상 {\displaystyle \operatorname {Free} (S)\to A}를 정의하는, {\displaystyle \operatorname {Free} (S)} 위의 합동 관계이다. 즉, {\displaystyle S}의 원소와 대수 구조 다양체 {\displaystyle {\mathcal {V}}}의 연산들로 적을 수 있는 두 항 {\displaystyle t_{1},t_{2}\in \operatorname {Free} (S)}에 대한 등식 {\displaystyle t_{1}=t_{2}}의 꼴로 적을 수 있다.

군의 표시는 대수 구조의 표시의 특수한 경우다.
반면, 일반적으로 대수 구조 다양체의 범주는 쌍대 생성 대상을 가지지 않을 수 있다.

## 예

### 집합
집합 {\displaystyle S}에 대하여 다음 두 조건이 서로 동치이다.
- 집합과 함수의 범주 {\displaystyle \operatorname {Set} }의 생성 대상이다.
- 공집합이 아니다.

집합 {\displaystyle S}에 대하여 다음 두 조건이 서로 동치이다.:Example 7.18(1)
- 집합과 함수의 범주 {\displaystyle \operatorname {Set} }의 쌍대 생성 대상이다.
- 공집합이나 한원소 집합이 아니다.

### 위상 공간
위상 공간과 연속 함수의 범주 {\displaystyle \operatorname {Top} }는 국소적으로 작은 범주이며, 완비 범주이며, 쌍대 완비 범주이다. 이 범주에서 한원소 공간 {\displaystyle \{\bullet \}}은 생성 대상이다. 구체적으로, 한원소 공간들의 쌍대곱은 이산 공간이며, 임의의 위상 공간 {\displaystyle X}에 대하여 {\displaystyle X} 위에 이산 위상을 부여한 공간 {\displaystyle \operatorname {Disc} (\operatorname {Points} (X))}을 정의한다면, 수반 함자
{\displaystyle \operatorname {Points} \colon \operatorname {Top} \rightleftarrows \operatorname {Set} \colon \operatorname {Disc} }
의 쌍대단위원
{\displaystyle \eta \colon \operatorname {Disc} \circ \operatorname {Points} \Rightarrow \operatorname {Id} _{\operatorname {Top} }}
은 연속 함수
{\displaystyle \eta _{X}\colon \operatorname {Disc} (\operatorname {Points} (X))\to X}
를 정의하며, 이는 (전단사 함수이므로) 전사 사상이자 단사 사상이다. 즉, 모든 위상 공간은 이산 공간의 범주론적 몫 대상으로 나타낼 수 있다.
위상 공간 {\displaystyle X}에 대하여 다음 두 조건이 서로 동치이다.:Example 7.18(4)
- 위상 공간의 범주의 쌍대 생성 대상이다.
- 콜모고로프 공간이 아니다.

### 가군
모든 환은 1을 가지며, 모든 가군은 1을 보존한다고 하자.
환 {\displaystyle R} 위의 왼쪽 가군의 범주 {\displaystyle _{R}\operatorname {Mod} }는 대수 구조 다양체의 범주이므로, 한원소 집합 위의 자유 가군 {\displaystyle _{R}R}는 그 생성 대상을 이룬다. 마찬가지로, {\displaystyle R_{R}}는 오른쪽 가군의 범주 {\displaystyle \operatorname {Mod} _{R}}의 생성 대상을 이룬다.
환 {\displaystyle R} 위의 왼쪽 가군의 범주 {\displaystyle _{R}\operatorname {Mod} }는 또한 항상 쌍대 생성 대상을 갖는다. 구체적으로, 환 {\displaystyle R}의 모든 왼쪽 단순 가군(=극대 왼쪽 아이디얼 {\displaystyle _{R}{\mathfrak {M}}}에 대한 {\displaystyle _{R}R}의 몫가군 {\displaystyle R/{\mathfrak {M}}})들의 (동형류의) 단사 껍질들의 직합
{\displaystyle \bigoplus _{_{R}{\mathfrak {M}}}{}E(_{R}R/{\mathfrak {M}})}
을 {\displaystyle _{R}\operatorname {Mod} }의 표준 쌍대 생성 가군(영어: canonical cogenerator)이라고 하며, 이는 {\displaystyle _{R}\operatorname {Mod} }의 쌍대 생성 대상을 이룬다.:508, Theorem 19.10 특히, 모든 왼쪽 단순 가군들의 집합은 쌍대 생성 집합을 이룬다.
일반적으로, 자유 가군 {\displaystyle _{R}R}는 쌍대 생성 대상이 아닐 수 있다. 환 {\displaystyle R}에 대하여, 다음 조건들이 서로 동치이다.:514, Theorem (19.25)
- 모든 충실한 {\displaystyle R}-왼쪽 가군은 {\displaystyle _{R}\operatorname {Mod} }의 쌍대 생성 대상이다.
- {\displaystyle _{R}R}는 단사 가군이며 유한 쌍대 생성 가군이다.
- {\displaystyle _{R}R}는 단사 가군이며, {\displaystyle R}의 모든 왼쪽 단순 가군은 왼쪽 아이디얼과 동형이다. (즉, 왼쪽 카슈 환(영어: left Kasch ring)이다.)
- {\displaystyle _{R}R}는 {\displaystyle _{R}\operatorname {Mod} }의 쌍대 생성 대상이며, {\displaystyle R}의 모든 오른쪽 단순 가군은 오른쪽 아이디얼과 동형이다. (즉, {\displaystyle R}는 오른쪽 카슈 환이다.)
- {\displaystyle _{R}R}는 {\displaystyle _{R}\operatorname {Mod} }의 쌍대 생성 대상이며, 오른쪽 단순 가군의 동형류의 수는 유한하다.

이 조건을 만족시키는 환을 왼쪽 유사 프로베니우스 환(영어: left pseudo-Frobenius ring)이라고 한다.

### 아벨 군
아벨 군의 개념은 정수환 {\displaystyle \mathbb {Z} } 위의 가군과 같다. 이 경우 단순 가군은 소수 크기의 순환군 {\displaystyle \mathbb {Z} /p}이며, 그 단사 껍질은 프뤼퍼 군 {\displaystyle \mathbb {Z} (p^{\infty })}이다. 따라서 표준 쌍대 생성 가군은 모든 프뤼퍼 군들의 직합인 나눗셈군
{\displaystyle \mathbb {Q} /\mathbb {Z} =\bigoplus _{p}\mathbb {Z} (p^{\infty })}
이다.:509, Example (19.11)(1) 즉, 모든 아벨 군 {\displaystyle G}는 직접곱
{\displaystyle \prod _{|G|}(\mathbb {Q} /\mathbb {Z} )}
보다 일반적으로, 임의의 데데킨트 정역 {\displaystyle D}에 대하여, 표준 쌍대 생성 가군은 분수체의 몫가군 {\displaystyle (\operatorname {Frac} D)/D}이다.:509, Example (19.11)(1)

### (쌍대) 생성 집합이 없는 범주
범주 {\displaystyle \operatorname {Set} \times \operatorname {Set} }는 생성 대상을 갖지 않는다. 그러나
{\displaystyle \left\{(\{\bullet \},\varnothing ),(\varnothing ,\{\bullet \})\right\}}
는 {\displaystyle \operatorname {Set} \times \operatorname {Set} } 생성 집합을 이룬다.:Example 7.15(3)
다음 범주들은 쌍대 생성 집합을 갖지 않는다.:Example 7.18(8)
- 군의 범주 {\displaystyle \operatorname {Grp} }. (단순군의 크기는 상한을 갖지 않는다.)
- 환의 범주 {\displaystyle \operatorname {Ring} }. (단순환, 특히 체의 크기는 상한을 갖지 않는다.)
- 하우스도르프 공간의 범주 {\displaystyle \operatorname {HausTop} }

## 같이 보기
- 생성함수 (수학)
- 대칭 (물리학)
- 입자물리학
- 초대칭
- 게이지 이론
- 장 (물리학)